# Meson
Mesonen (von altgriechisch τὸ μέσον tó méson, deutsch ‚das Mittlere‘) sind instabile subatomare Teilchen. Aufgebaut aus einem Quark-Antiquark-Paar bilden sie eine der zwei Gruppen von Hadronen. Von der zweiten Hadronengruppe, den Baryonen, unterscheiden sich Mesonen durch ihren ganzzahligen Spin; sie sind somit Bosonen.
Der Name „Meson“ wurde wegen der mittelschweren Masse des zuerst entdeckten Mesons, des Pions, zwischen Elektron und Proton gewählt.
Mesonen entstehen in hochenergetischen Teilchenkollisionen (z. B. in der kosmischen Strahlung oder in Experimenten der Hochenergiephysik) und zerfallen in Sekundenbruchteilen. Sie werden nach der Art der enthaltenen Quarks, ihrem Spin und ihrer Parität klassifiziert. Mittels ihrer Quarks nehmen Mesonen an der starken und schwachen Wechselwirkung sowie der Gravitation teil; elektrisch geladene Mesonen unterliegen zusätzlich der elektromagnetischen Wechselwirkung.

## Definition
Unter Mesonen werden in der Literatur teils nur die aus einem Quark und einem Antiquark aufgebauten Bosonen verstanden, teils alle Bosonen mit starker Wechselwirkung. Im letzteren Fall würden auch die hypothetischen Glueballs und Tetraquarks zu den Mesonen zählen, die dann auch als exotische Mesonen bezeichnet werden.

## Eigenschaften

### Zusammensetzung
Das Quarkmodell erlaubt eine konsistente Beschreibung aller beobachteten Mesonen als Bindungszustand eines Quarks mit dem Antiteilchen eines Quarks (Antiquark). Als zusammengesetzte Teilchen sind Mesonen somit keine fundamentalen Elementarteilchen.

### Spin und Parität
Mesonen haben einen ganzzahligen (Gesamt-)Spin, die leichtesten J=0 (skalare oder pseudoskalare Mesonen) oder J=1 (Vektormesonen oder Pseudovektor-Mesonen). Dies lässt sich im Quarkmodell damit erklären, dass die beiden Quarks, die ein Meson bilden, jeweils einen Spin von 1/2 haben und ihre Spins antiparallel oder parallel stehen können. Zusätzlich können Mesonen auch innere Anregungszustände besitzen, die durch einen Bahndrehimpuls > 0 beschrieben werden, sowie radiale Anregungen. Hierdurch steigt ihre Energie an, so dass sie andere Eigenschaften (Spin, Zerfallsprodukte, …) als die Mesonen im Grundzustand besitzen.
|                      | JPC | J | P | C | S | L  |
| -------------------- | --- | - | - | - | - | -- |
| Pseudoskalares Meson | 0−+ | 0 | − | + | 0 | 0  |
| Vektor-Meson         | 1−− | 1 | − | − | 1 | 0  |
| Skalar-Meson         | 0++ | 0 | + | + | 1 | 1  |
| Pseudovektor-Meson   | 1+− | 1 | + | − | 0 | 1  |
| Pseudovektor-Meson   | 1++ | 1 | + | + | 1 | 1  |
| Tensor-Meson         | 2++ | 2 | + | + | 1 | 1  |
| weitere              | …   | … | … | … | … | >1 |

Beobachtbare Quantenzahlen der Mesonen sind (neben Flavour und Isospin):
- der Gesamtdrehimpuls (Spin) J
- die Parität P
- die Ladungskonjugation C (definiert nur für Mesonen ohne Ladung und Flavour)

Erklären lassen sich diese Quantenzahlen aus Spin und Bahndrehimpuls von Quark und Antiquark:
- Der Bahndrehimpuls kann alle ganzzahligen Werte annehmen: L = 0, 1, 2, …
- Die Quarkspins s = ½ koppeln zum Gesamtspin S = 0 oder S = 1
- Für den Gesamtdrehimpuls J gilt aufgrund der Spin-Bahn-Kopplung dann
  - J = L für S = 0
  - J = 1 für S = 1 und L = 0
  - J = L − 1, L, L + 1 für  S = 1 und L > 0
- Für die Parität gilt, da die Quarks als Fermion und Antifermion entgegengesetzte intrinsische Paritäten besitzen:  P = (−1)L+1
- Für die Ladungskonjugation gilt: C = (−1)L+S.

Die folgenden Kombinationen sind damit nicht realisiert: JPC = 0−−, (ungerades J)−+, (gerades J)+−. Sollte man „exotische Mesonen“ mit solchen Quantenzahlen entdecken, so müssten sie anders zusammengesetzt sein (Tetraquarks, Glueballs, …).

### Zerfall
Alle Mesonen sind instabil. Sie zerfallen in leichtere Hadronen (meist andere, leichtere Mesonen) und/oder in Leptonen. Mesonen ohne Ladung und Flavor-Quantenzahlen können auch elektromagnetisch in Photonen zerfallen.

## Multipletts

Pseudoskalare Mesonen (J^{P}=0^{−}) aus leichten Quarks

Vektormesonen (J^{P}=1^{−}) aus leichten Quarks

Da es sechs verschiedene Quark-Flavours gibt, kann man 6 × 6 = 36 unterschiedliche Flavour-Antiflavour-Kombinationen erwarten (wenn man Meson und Antimeson jeweils nur insgesamt einmal zählt). Daraus ergeben sich theoretisch jeweils 36 Mesonen für jede Kombination aus Spin-Orientierung (parallel, antiparallel), Bahndrehimpuls und radialer Anregung. Wenn man berücksichtigt, dass das Top-Quark aufgrund seiner extremen Kurzlebigkeit keine Hadronen bilden kann, bleiben immer noch 25 Kombinationen.
In der Praxis ergeben sich deutliche Einschränkungen: Mesonzustände mit höherer Energie sind schwerer zu erzeugen, kurzlebiger und schwieriger spektroskopisch zu trennen. Daher ist die Zahl bekannter Mesonen beschränkt.
Verkompliziert wird dieses Bild durch die Quantenmechanik. Die drei leichteren Quarks u, d und s unterscheiden sich in ihren Massen nicht allzu sehr. Daher bilden sie in bestimmten Fällen Überlagerungszustände mehrerer Quark-Antiquark-Paare: das neutrale Pion (π-Meson) etwa ist eine Mischung aus einem uu- mit einem dd-Zustand (Antiquarks sind überstrichen). Die 3 × 3 = 9 Mesonen aus den drei leichteren Quarks müssen daher in ihrer Gesamtheit behandelt werden. Betrachtet man die niedrigsten Zustände (Bahndrehimpuls L = 0; keine radiale Anregung), so bilden sich je nach Gesamtspin Nonetts aus pseudoskalaren Mesonen (JP = 0−) und Vektormesonen (JP = 1−). Jeweils drei dieser Mesonen haben Ladung Q = 0 und Strangeness S = 0 und sind quantenmechanische Mischungen aus uu, dd und ss.
Bei höheren Energien treten weitere Mesonen auf, die sich als höher angeregte Quark-Antiquark-Zustände deuten lassen. Die Zuordnung ist allerdings nicht immer einfach und eindeutig, zumal auch hier wieder quantenmechanische Mischungen auftreten können.
Die Massen der schweren c- und b-Quarks unterscheiden sich deutlich von denen der u-, d- und s-Quarks und untereinander, daher kann man hier die Mesonen getrennt betrachten. Das t-Quark wiederum ist extrem schwer und zerfällt, bevor es gebundene Zustände mit anderen Quarks bilden kann.

## Namensgebung

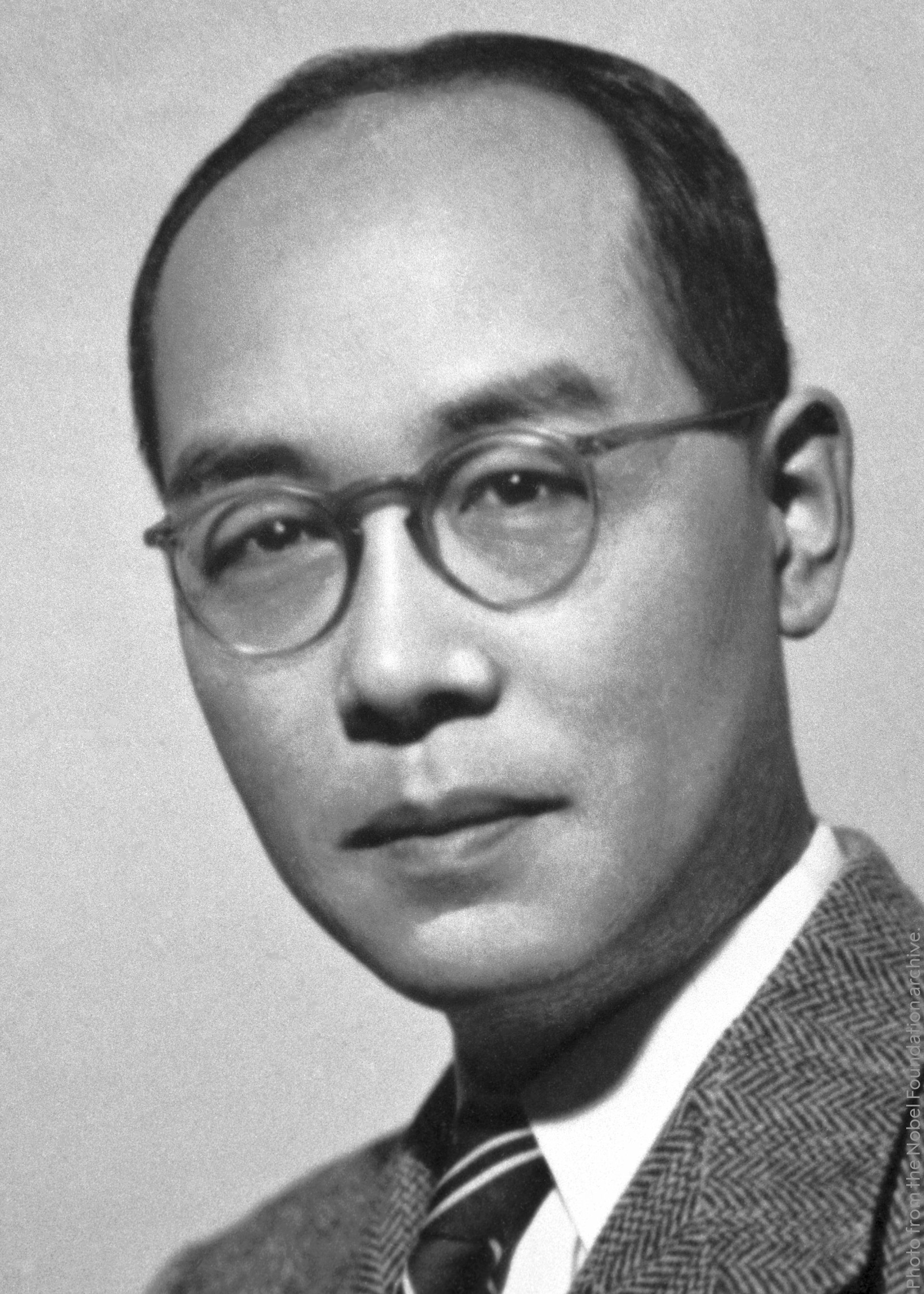
Hideki Yukawa

Ausgehend von beobachteten Eigenschaften der Atomkerne postulierte Hideki Yukawa im Jahre 1935 eine Teilchenart, die die Anziehung zwischen Protonen und Neutronen im Atomkern vermitteln sollte. Diese Yukawa-Wechselwirkung führt auf ein anziehendes Yukawa-Potential, das von der Masse des Austauschteilchens abhängt. Weil die vorhergesagte Masse zwischen den Massen des Elektrons und des Protons lag, benannte er es nach dem griechischen Wort μέσος mésos, deutsch ‚mitten‘, ‚in der Mitte‘, ‚mittlerer‘. Nach der Entdeckung des ersten Mesons, des Pions, im Jahre 1947 durch Cecil Powell wurde Yukawa im Jahre 1949 mit dem Nobelpreis für Physik ausgezeichnet.
Das schon vorher entdeckte Myon, dessen Masse ebenfalls zwischen Elektronen- und Protonenmasse liegt, war zunächst für das Yukawa-Teilchen gehalten worden und wurde My-Meson genannt. Spätere Experimente zeigten jedoch, dass das Myon nicht der starken Wechselwirkung unterliegt. Erst allmählich wandelte sich die Wortbedeutung von Meson in die heutige, oben angegebene Definition.
In den folgenden Jahrzehnten wurden weitere Mesonen entdeckt, deren Massen teilweise auch oberhalb der des Protons liegen. Ihre Namensgebung blieb unsystematisch, bis eine umfassende Theorie (Quarkmodell, Quantenchromodynamik) formuliert wurde, die die Beziehungen zwischen den Mesonen erklärt. Im Folgenden werden die seit 1988 gebräuchlichen Namen verwendet.

### Mesonen ohne Flavour-Quantenzahl
Mesonen ohne Flavour-Quantenzahl bestehen entweder nur aus u- und d-Quarks oder sind Zustände aus einem Quark und dessen eigenem Antiquark, ein sogenanntes Quarkonium (ss, cc, bb). Damit Isospin-Tripletts einheitliche Namen bekommen, gelten auch die geladenen Mesonen aus leichten Quarks (ud, du) als „ohne Flavour-Quantenzahl“ im Sinne dieser Nomenklatur. Das Benennungsschema wurde im Jahr 1986 in dieser Form festgelegt.
Ende 2017 wurde das Benennungsschema erweitert, um auch exotische Mesonen, wie zum Beispiel Tetraquark oder Gluonium-Zustände, benennen zu können. Das Schema orientiert sich bei der Benennung vorrangig an den Quantenzahlen (J, P, C und I). Somit können auch Teilchen genau bezeichnet werden, wenn deren innere Struktur noch nicht bekannt oder noch nicht genau erforscht ist. Für die Isospin-1-Zustände mit versteckten Charm- oder Bottom-Flavour wurden neue Symbole (Π, R, W, Z) definiert. Die Existenz der Zustände Π und W konnte bisher allerdings noch nicht nachgewiesen werden. 2021 wurde das Benennungsschema zusätzlich um Isospin-½-Zustände ergänzt. Da das Top-Quark so schwer ist, dass es zu schnell zerfällt, um gebundene Zustände zu bilden, wird für Strukturen wie tt kein eigener Name mehr zugewiesen.
2023 wurde das Benennungsschema abermals überarbeitet. Dabei wurden die Erweiterungen aus 2017 und 2021 wieder entfernt. Die Benennung von Tetraquarks orientiert sich demnach an den minimalen Quark-Content, der als Index mit dem Gesamtspin an das Symbol T angehängt wird, wodurch beispielsweise Teilchen mit dem bisherigen Symbol Zc fortan als Tcc1 bezeichnet werden.
Die Benennung ist wie folgt:
| JPC              | 2S+1LJ         | Isospin = 1     | Isospin = 0                 | Isospin = 0 | Isospin = 0 | Isospin = 1 (bis 2023) | Isospin = 1 (bis 2023) | Isospin = ½ (bis 2023) | Isospin = ½ (bis 2023) |
| JPC              | 2S+1LJ         | ud, du, (uu−dd) | Mischung aus (uu+dd) mit ss | c           | b           | c…                     | b…                     | scc…                   | sbb…                   |
| ---------------- | -------------- | --------------- | --------------------------- | ----------- | ----------- | ---------------------- | ---------------------- | ---------------------- | ---------------------- |
| 1−−, 2−−, 3−−, … | 3(L gerade)J   | ρ               | ω, φ                        | ψ 2)        | Υ           | Rc                     | Rb 1)                  | Rcs 1)                 | Rbs 1)                 |
| 0−+, 2−+, 4−+, … | 1(L gerade)J   | π               | η, η'                       | ηc          | ηb          | Πc 1)                  | Πb 1)                  | Πcs 1)                 | Πbs 1)                 |
| 0++, 1++, 2++, … | 3(L ungerade)J | a               | f, f'                       | χc          | χb          | Wc 1)                  | Wb 1)                  | Wcs 1)                 | Wbs 1)                 |
| 1+−, 3+−, 5+−, … | 1(L ungerade)J | b               | h, h’                       | hc          | hb          | Zc                     | Zb                     | Zcs                    | Zbs 1)                 |

- Zur Unterscheidung von Mesonen mit gleichen Quantenzahlen wird die Masse in MeV/c2 in Klammern hinter das Symbol gesetzt.
- Für die aus leichten Quarks (d, u, s) gebildeten Mesonen wird der Spin J als unterer Index angegeben, ausgenommen bei pseudoskalaren und Vektormesonen, z. B. a0(980).
- Für die aus schweren Quarks (c, b) gebildeten Quarkonia wird, sofern bekannt, die spektroskopische Bezeichnung angegeben – z. B. ψ(2S), sowie J als weiterer Index – z. B. χc1(1P). (Näheres siehe Quarkonium.) Ansonsten wird auch hier die Masse angegeben – z. B. ψ(3770).
- Beim niedrigsten Zustand kann man die Angaben zu Masse bzw. spektroskopischem Zustand weglassen – also φ = φ(1020) und ηc = ηc(1S).
- Bei unbekannten Quantenzahlen benutzt man das Symbol X.

### Mesonen mit Flavour-Quantenzahl
Mesonen mit Flavour-Quantenzahl sind Quark-Antiquark-Kombinationen, bei denen das eine (Anti-)Quark ein s, c oder b ist und das andere nicht dessen Antiteilchen ist. Zustände mit Top-Quark sind im Benennungsschema nicht mehr vorgesehen.
Für diese Mesonen gilt folgende Nomenklatur:
| Antiquark → Quark ↓ | down | up  | strange | charm | bottom |
| ------------------- | ---- | --- | ------- | ----- | ------ |
| down                | (*)  | (*) | K0      | D−    | B0     |
| up                  | (*)  | (*) | K+      | D0    | B+     |
| strange             | K0   | K−  | (*)     | Ds−   | Bs0    |
| charm               | D+   | D0  | Ds+     | (*)   | Bc+    |
| bottom              | B0   | B−  | Bs0     | Bc−   | (*)    |

Mesonen sind grün, Antimesonen gelb hinterlegt
- Der Kennbuchstabe des Mesons richtet sich nach dem schwereren (Anti-)Quark: Je nachdem ob dieses ein s, c oder b ist, heißt das Meson K, D oder B.
- Wenn das leichtere (Anti-)Quark kein u oder d ist, gibt man es zusätzlich als unteren Index an. Beispiel: Die Kombination cs ist ein Ds-Meson.
- Die elektrische Ladung Q wird als oberer Index angegeben.
- Wenn das schwerere (Anti-)Quark positiv geladen ist (also ein s, c oder b ist), handelt es sich konventionsgemäß um ein Meson; anderenfalls (also wenn das schwerere (Anti-)Quark ein s, c oder b ist) um ein Antimeson. Beispiel: das K0 hat die Zusammensetzung sd; das K0 die Zusammensetzung sd. Elektrisch neutrale Antimesonen werden mit einem Querstrich gekennzeichnet; bei den elektrisch geladenen ist dies nicht erforderlich, da nach dieser Konvention positiv geladene qq-Kombinationen immer Mesonen und negativ geladene qq-Kombinationen immer Antimesonen sind.
- Mesonen mit geradzahligem Gesamtspin und positiver Parität (JP = 0+, 2+, …) oder ungeradzahligem Gesamtspin und negativer Parität (JP = 1−, 3−, …) werden zusätzlich mit einem * bezeichnet. Bei diesen Mesonen stehen die Spins beider Quarks parallel.
- Zur weiteren Unterscheidung wird die Masse (in MeV/c2) in Klammern angegeben. Bei den leichtesten Mesonen (Grundzustand) kann dies entfallen.

## Liste einiger Mesonen
Derzeit (Particle Data Group, Zusammenstellung von 2019) sind 139 Mesonen bekannt; für weitere 74 Mesonen gibt es Indizien (We do not regard the other entries as established). Die folgende Liste gibt eine Auswahl der wichtigsten Mesonen (langlebige, Grundzustände):
| Name                                          | Symbol                                        | Quarks                                        | Masse (MeV/c²)                                | Lebensdauer (s)                               |
| Pseudoskalare Mesonen aus d-, u- und s-Quarks | Pseudoskalare Mesonen aus d-, u- und s-Quarks | Pseudoskalare Mesonen aus d-, u- und s-Quarks | Pseudoskalare Mesonen aus d-, u- und s-Quarks | Pseudoskalare Mesonen aus d-, u- und s-Quarks |
| --------------------------------------------- | --------------------------------------------- | --------------------------------------------- | --------------------------------------------- | --------------------------------------------- |
| Pion                                          | π+, π−                                        | ud, ud                                        | 0139,6                                        | 2,6·10−80                                     |
| Pion                                          | π0                                            | (uu − dd)                                     | 0135,0                                        | 8,5·10−17                                     |
| Kaon                                          | K+, K−                                        | us, su                                        | 0493,7                                        | 1,2·10−80                                     |
| Kaon                                          | K0, K0                                        | ds, sd                                        | 0497,6                                        | KS 1): 9,0·10−11 KL: 5,1·10−80                |
| η-Meson                                       | η                                             | (uu + dd − 2 ss)                              | 0547,9                                        | 5·10−19                                       |
| η′-Meson                                      | η′                                            | (uu + dd + ss)                                | 0957,8                                        | 3·10−21                                       |
| Vektormesonen aus d-, u- und s-Quarks         |                                               |                                               |                                               |                                               |
| ρ-Meson                                       | ρ+, ρ−                                        | ud, ud                                        | 0770                                          | 4·10−24                                       |
| ρ-Meson                                       | ρ0                                            | (uu − dd)                                     | 0775,5                                        | 4·10−24                                       |
| Kaon                                          | K*+, K*−                                      | us, su                                        | 0891,8                                        | 1,3·10−23                                     |
| Kaon                                          | K*0, K*0                                      | ds, sd                                        | 0895,6                                        | 1,3·10−23                                     |
| ω-Meson                                       | ω                                             | (uu + dd)                                     | 0782,6                                        | 7·10−23                                       |
| φ-Meson                                       | φ                                             | s                                             | 1019,5                                        | 2·10−22                                       |
| Mesonen mit c- und/oder b-Quarks              |                                               |                                               |                                               |                                               |
| D-Meson                                       | D+, D−                                        | cd, cd                                        | 1869,6                                        | 10,4·10−13                                    |
| D-Meson                                       | D0, D0                                        | cu, cu                                        | 1864,8                                        | 4,1·10−13                                     |
| Ds-Meson                                      | Ds+, Ds−                                      | cs, cs                                        | 1968,3                                        | 5,0·10−13                                     |
| J/ψ-Meson                                     | J/ψ                                           | c                                             | 3096,9                                        | 8·10−19                                       |
| B-Meson                                       | B+, B−                                        | ub, ub                                        | 5279,3                                        | 1,6·10−12                                     |
| B-Meson                                       | B0, B0                                        | bd, bd                                        | 5279,6                                        | 1,5·10−12                                     |
| Υ-Meson                                       | Υ                                             | b                                             | 9460,3                                        | 1,3·10−20                                     |

Antiquarks und Antiteilchen sind überstrichen dargestellt.